# 도르졸라미드/티몰롤
도르졸라미드/티몰롤(Dorzolamide/timolol) 혹은 상표명 코솝(Cosopt)은 녹내장을 비롯한 고안압증을 치료하기 위해 사용하는 약물이다. 도르졸라미드 염산염과 티몰롤 말레산염의 혼합액이다. 티몰롤과 같은 베타 차단제만으로는 약효가 충분하지 않을 때 사용할 수 있다. 안구에 점안하는 안약 형태이다.
대표적인 부작용으로는 눈의 불편함, 안구 충혈, 미각 변화, 시야 흐릿해짐 등이 있다. 극히 드물지만 발생할 수 있는 심각한 부작용에는 알러지 반응과 심부전증이 있다. 천식이나 설폰아마이드에 대한 알러지 반응을 가진 사람, 느린맥 환자에게는 사용을 권장하지 않는다. 도르졸라미드는 탄산무수화효소 억제제이며 티몰롤은 베타 차단제이다. 두 약물 모두 안구 내에서 생성되는 안방수의 생성량을 감소시키는 작용을 한다.
두 약물의 혼합물은 1998년 미국에서 처음 의료용으로 승인을 받았다. 대한민국에서는 1999년 식품의약품안전처에서 의료용으로 사용 승인을 받았다. 복제약 제조 및 시판이 가능하다. 2017년 기준 미국에서 2백만 건 이상 처방되었으며 233번째로 가장 많이 처방된 의약품이다.

## 약리학
도르졸라미드는 인간의 탄산무수화효소 II 억제제 역할을 한다. 모양체돌기에 있는 탄산무수화효소가 억제되면 중탄산염 이온 형성 속도가 감소하면서 안방수의 수용액을 외부로 분비시키는 것으로 추정된다.
티몰롤은 비선택적 베타 아드네랄린 길항제이다.

## 부작용
일반적인 부작용으로는 시야의 일시적 흐릿해짐, 탁해짐, 이중 시야, 일시적인 눈의 화끈거림/찔림/가려움, 눈에 무언가 들어간 느낌, 눈꺼풀 처짐, 빛에 대한 민감함, 기침 및 인플루엔자 증상, 메스꺼움, 위장 통증 등이 있다.
드물지만 심각한 부작용에는 어지럼증, 심장 박동의 느려짐이나 불규칙해짐, 근육 약화, 정신 및 습관의 변화, 손발의 냉증, 무감각, 통증 등이 있다.

## 같이 보기
- 도르졸라미드 (트루솝)